# Tiny Dancer (Hold Me Closer)
Tiny Dancer (Hold Me Closer) è un brano musicale di Ironik, pubblicato il 27 aprile 2009 come singolo tratto dall'album di debutto No Point in Wasting Tears.
La canzone campiona il singolo Tiny Dancer di Elton John, uscito nel 1972.
È il primo singolo di Dj Ironik non pubblicato come maxi-single, e ha raggiunto una #3 UK.

## Formato e Tracce
Singolo in CD

(27 aprile 2009)
1. "Tiny Dancer (Hold Me Closer)" (Radio edit) — 3:23
2. "Tiny Dancer (Hold Me Closer)" (Fraser T Smith remix) — 3:18

Download digitale

(27 aprile 2009)
1. "Tiny Dancer (Hold Me Closer)" (Radio edit) — 3:23
2. "Tiny Dancer (Hold Me Closer)" (TreMoreFire remix) — 6:18
3. "Tiny Dancer (Hold Me Closer)" (TRC remix) — 4:35
4. "Tiny Dancer (Hold Me Closer)" (Fraser T Smith remix) — 3:18

## Classifiche
| Classifica (2009/2010) | Posizione più alta |
| ---------------------- | ------------------ |
| Irlanda                | 17                 |
| Regno Unito            | 2                  |
| Australia              | 41                 |